# The Supersuckers
The Supersuckers est un groupe de rock américain, originaire de Tucson, en Arizona.  Formé en 1988, leur style s'apparente à du garage punk avec quelques influences de country. Ils s'auto-proclament le « meilleur groupe de rock 'n' roll du monde ». Après le succès de leur incursion dans la musique country en 1997 avec la parution de Must've Been High, ils continuent toujours dans certaines occasions à jouer de la country sous divers noms, y compris The Supersuckers.
Depuis avril 2005, les membres du groupe sont Eddie Spaghetti à la basse et au chant, Rontrose Heathman et Dan « Thunder » Bolton aux guitares. Le batteur Dancing Eagle quitte le groupe alors même que le guitariste Dan « Thunder » Bolton avait décidé de prendre un peu de recul par rapport au groupe. Dan est maintenant revenu après une longue pause. Le batteur du groupe Agent Orange, Dusty, joue actuellement avec les Supersuckers, et pourrait bien obtenir une place permanente au sein du groupe.

## Biographie
The Supersuckers se sont formés en 1988 sous le nom de The Black Supersuckers à Tucson dans l'Arizona. Les membres étaient alors Eddie Spaghetti à la basse, Dan « Thunder » Bolton et Rontrose Heathman aux guitares, Dancing Eagle à la batterie et Eric Martin au chant. En 1989, ils partent pour Seattle dans l'État de Washington. Eric Martin quitte alors le groupe et les membres restant décident de continuer sous la forme d'un quatuor avec Eddie Spaghetti au chant. Ils enregistrent de nombreux singles pour divers petits labels avant de signer sur Sub Pop. Une compilation de ces singles, The Songs All Sound the Same, sortira en 1992. Leur premier album, The Smoke of Hell sort sur Sub Pop en 1992.
En 1995, le guitariste Rontrose Heathman quitte le groupe temporairement. Il est remplacé par Rick Sims du groupe Didjits pour l'enregistrement du troisième album, The Sacrilicious Sounds of the Supersuckers, ainsi que pour la tournée qui suivra. Rontrose revient pour l'enregistrement du quatrième album, Must've Been High, qui, en tant que leur premier album country, marquera un tournant dans l'histoire du groupe. En 1999, leur cinquième et dernier album chez Sub Pop devient leur plus grand succès, How the Supersuckers Became the Greatest Rock and Roll Band in the World. La même année, ils sortent The Evil Powers of Rock 'N' Roll.
En 2001, le groupe lance son propre label, Mid-Fi Records. En plus de nombreux singles et de plusieurs enregistrements live sortis sur Mid-Fi Records, le groupe sort son album studio, Motherfuckers Be Trippin' en 2003. En mai 2005, une compilation d'inédits contenant des reprises (Hey Ya ! d'Outkast, entre autres) et des versions country de leurs tubes rock 'n' roll parait sous le nom de Devil's Food.
The Supersuckers assistent au départ de leur agent artistique Chris Neal et de Rontrose Heathman en 2009 sans raison apparente. Le groupe se met officiellement en pause, durant laquelle Spaghetti continue de tourner et d'enregistrer en solo. Il abandonne finalement le label Mid-Fi Records des Supersucker pour signer avec le label Bloodshot Records en novembre 2010. Son nouvel album solo, Sundowner, est publié le 15 février 2011. Peu après cette sortie, les Supersuckers se réunissent, et tournent avec Thin Lizzy en Europe. Ils jouent ensuite dans des bars et clubs en Amérique du Nord avec Nashville Pussy. En 2014, ils publient un nouvel album, Get the Hell. En octobre 2015, le groupe publie un nouvel album intitulé Holdin' the Bag,. Il est bien accueilli par l'ensemble de la presse spécialisée.

## Membres

### Membres actuels
- Edward Carlyle Daly – basse (depuis 1988), chant (depuis 1989)[5]
- « Metal » Marty Chandler – guitare, chœurs (depuis 2009)
- Christopher « Chango » Von Streicher – batterie (depuis 2012)

### Anciens membres
- Dancing Eagle – batterie, chœurs (1988–2003)
- Rick Sims – guitare, chœurs (1995–1996)
- Dusty Watson – batterie (2005–2006)
- Eric Martin – chant (1988–1989)
- Ron « Rontrose » Heathman – guitare, chœurs (1988–1995, 1996–2009)
- Mike Musburger - batterie (2005-2006)
- Scott « Scottzilla » Churilla - batterie (2006-2012)
- Dan « Thunder » Bolton – guitare, chœurs (1988–2003, 2005–2014)

## Discographie

### Albums studio
- 1992 : The Smoke of Hell
- 1994 : La Mano Cornuda
- 1995 : The Sacrilicious Sounds of the Supersuckers
- 1997 : Must've Been High
- 1999 : How the Supersuckers Became the Greatest Rock and Roll Band in the World
- 1999 : The Evil Powers of Rock 'n' Roll
- 2003 : Motherfuckers Be Trippin'
- 2009 : Get it Together
- 2014 : Get the Hell
- 2015 : Holdin' the Bag
- 2018 : Suck It
- 2020 : Play that Rock-N-Roll

### Autres
- 1992 : The Songs All Sound the Same (collection de singles)
- 2002 : Must've Been Live (live)
- 2002 : Splitsville 1 (split avec Electric Frankenstein)
- 2004 : Live at the Magic Bag (live)
- 2004 : Live at the Tractor Tavern (live)
- 2005 : Devil's Food (collection d'inédits)
- 2005 : Instant Live - Cafe Du Nord, San Francisco, CA May 27, 2005 (live)
- 2006 : Instant Live - The Casbah, San Diego, CA February 23, 2006 (live)
- 2006 : Paid (EP)